# Albiano Magra
Albiano Magra (Arbian in dialetto locale) è una frazione del comune di Aulla in provincia di Massa-Carrara, in Toscana.

## Geografia fisica
Albiano Magra sorge sulla sponda destra del fiume Magra, presso il confine con la Liguria tra i comuni di Santo Stefano di Magra e Bolano.

## Storia
La prima notizia certa dell'esistenza di Albiano si ha nel Codice Pelavicino, in data 22 agosto 1256, ove è riportato "sub porticu ecclesiae Sancti Martini de Albiano" (sotto il portico della chiesa di San Martino di Albiano), ma è chiaro che il nome della località esisteva già in precedenza. Sempre nel Codice Pelavicino, in data 15 luglio 1266, il Vescovo Guglielmo di Luni autorizza gli abitanti di Belvedere, paese di cui nulla è rimasto, rappresentati da Ferro di Cordola, a trasferirsi in una zona più comoda e bassa, chiamata Groppo e "ivi fortificarsi il nuovo castello chiamarsi Albiano". In quel periodo il paese era assoggettato al potere del Vescovo Conte di Luni e governato da Consoli, Consiglieri e da un parlamento di uomini comuni, che si radunavano presso la canonica. Riguardo all'origine del nome, pare che essa sia legata alla famiglia degli Albi, poiché tale territorio fu assegnato ad un romano chiamato Albius, che vi costruì un podere, nel quale vivevano anche schiavi liguri.
Non si hanno più notizie di Albiano per tutto il periodo dei regni romano-barbarici, ma è probabile che dopo la conversione al Cattolicesimo dei Longobardi, fu edificata una cappella o una chiesa in corrispondenza del nodo viarioche sarà poi chiamato "di San Martino", poiché questo Santo era al tempo venerato come Patrono dei luoghi attraversati da strade importanti. Attraversava infatti Albiano una variante della via Aurelia, che passava più vicina alla costa, attraversando il Magra alla confluenza col Vara, ed era forse presente, per attraversare il fiume (piuttosto profondo) anche un ponte romano, in corrispondenza delle rovine di quello medievale, costruito nel 1310 dal Vescovo di Sarzana, la cui residenza estiva si trovava dall'altra parte del fiume, a Caprigliola.
Nell'anno 846, Adalberto I, marchese di Tuscia, fonda un'Abbazia situata nei pressi del castello detto "l'Aulla" (la futura Aulla), che aveva costruito in precedenza. Tra le dotazioni dell'Aulla compare una non meglio identificata "Villa Abbia", identificata con lo stesso Albiano.
Il territorio di Albiano, con il castello di Belvedere, assoggettato agli Obertenghi, passerà poi agli Estensi ed infine ai Malaspina che, dopo la contesa coi Vescovi-Conti di Luni, risolta nella Pace di Castelnuovo (in cui Dante Alighieri fu procuratore dei Malaspina) lo governeranno dalla fine del Duecento al 1404. Per quanto riguarda l'aspetto religioso, pare che la cappella di Albiano dipendesse dall'Abbazia di San Venanzio di Ceparana.

### Comune di Albiano
Così si chiamava un piccolo comune della Lunigiana, soppresso il 1º novembre 1870, il cui territorio andò diviso tra i comuni di Aulla e Podenzana.
Il comune di Albiano si estendeva per circa 12 km², comprendeva solo il capoluogo e le frazioni di Caprigliola e Stadano e aveva 1 213 abitanti nel 1846 e 1 330 al momento della soppressione.
All'epoca, il comune di Albiano confinava con quelli di Aulla, Santo Stefano di Magra, Bolano e Podenzana. Fino al 1847 questo piccolo municipio fu un'exclave del Granducato di Toscana compresa tra le terre del Regno di Sardegna e quelle del Ducato di Modena e Reggio; in quell'anno, secondo i dettami del trattato di Firenze del 1844, il Granduca Leopoldo II lo cedette al duca Francesco V di Modena.

## Monumenti e luoghi d'interesse
- Chiesa di San Martino Vescovo